# Crosslauf-Europameisterschaften 2015
Die 22. Crosslauf-Europameisterschaften der EAA fanden am 13. Dezember 2015 in Hyères bei Toulon in Südfrankreich statt. Es waren die ersten Cross-Europameisterschaften in Frankreich.
Austragungsort war das 10.000 Zuschauer fassende Hippodrome. Medaillen wurden in den Kategorien Aktive, U23 und U20 vergeben.

## Ergebnisse

### Männer

#### Einzelwertung
| Platz | Athlet            | Land       | Zeit  |
| ----- | ----------------- | ---------- | ----- |
|       | Ali Kaya          | Türkei     | 29:20 |
|       | Alemayehu Bezabeh | Spanien    | 29:31 |
|       | Adel Mechaal      | Spanien    | 29:51 |
| 4     | Ayad Lamdassem    | Spanien    | 29:57 |
| 5     | Ilias Fifa        | Spanien    | 30:02 |
| 6     | Florian Carvalho  | Frankreich | 30:06 |
| 7     | Roberto Alaiz     | Spanien    | 30:20 |
| 8     | Yohan Durand      | Frankreich | 30:20 |
| 9     | Morhad Amdouni    | Frankreich | 30:24 |
| 10    | David Nilsson     | Schweden   | 30:25 |

#### Teamwertung
| Platz | Land                                                          | Punkte |
| ----- | ------------------------------------------------------------- | ------ |
|       | Spanien Bezabeh Mechaal Lamdassem Fifa                        | 14     |
|       | Frankreich Carvalho Durand Amdouni Bommier                    | 35     |
|       | Vereinigtes Königreich Lancashire Millington Griffiths Taylor | 78     |

### Frauen

#### Einzelwertung
| Platz | Athletin                  | Land                   | Zeit  |
| ----- | ------------------------- | ---------------------- | ----- |
|       | Sifan Hassan              | Niederlande            | 25:47 |
|       | Kate Avery                | Vereinigtes Königreich | 25:55 |
|       | Karoline Bjerkeli Grøvdal | Norwegen               | 25:57 |
| 4     | Fionnuala McCormack       | Irland                 | 26:00 |
| 5     | Ancuța Bobocel            | Rumänien               | 26:07 |
| 6     | Steph Twell               | Vereinigtes Königreich | 26:08 |
| 7     | Clémence Calvin           | Frankreich             | 26:17 |
| 8     | Gemma Steel               | Vereinigtes Königreich | 26:25 |
| 9     | Maureen Koster            | Niederlande            | 26:28 |
| 10    | Johanna Peiponen          | Finnland               | 26:34 |

#### Teamwertung
| Platz | Land                                             | Punkte |
| ----- | ------------------------------------------------ | ------ |
|       | Vereinigtes Königreich Avery Twell Steel Howarth | 33     |
|       | Frankreich Calvin Daunay Westphal Bardelle       | 78     |
|       | Irland McCormack Lee Crowley Durkan              | 83     |

### U23 Männer

#### Einzelwertung
| Platz | Athlet           | Land                   | Zeit  |
| ----- | ---------------- | ---------------------- | ----- |
|       | Jonathan Davies  | Vereinigtes Königreich | 23:32 |
|       | Carlos Mayo      | Spanien                | 23:35 |
|       | Amanal Petros    | Deutschland            | 23:39 |
| 4     | Marc Scott       | Vereinigtes Königreich | 23:39 |
| 5     | Djilali Bedrani  | Frankreich             | 23:41 |
| 6     | Lorenzo Dini     | Italien                | 23:41 |
| 7     | Nassim Hassaous  | Spanien                | 23:47 |
| 8     | Napoleon Solomon | Schweden               | 23:49 |
| 9     | Jaime Escriche   | Spanien                | 23:50 |
| 10    | Peter Glans      | Dänemark               | 23:52 |

#### Teamwertung
| Platz | Land                                               | Punkte |
| ----- | -------------------------------------------------- | ------ |
|       | Spanien Mayo Hassaous Escriche Benabbou            | 39     |
|       | Vereinigtes Königreich Davies Scott Goodman Pearce | 41     |
|       | Frankreich Bedrani Saddedine Barrer Bour           | 59     |

### U23 Frauen

#### Einzelwertung
| Platz | Athletin           | Land                   | Zeit  |
| ----- | ------------------ | ---------------------- | ----- |
|       | Louise Carton      | Belgien                | 19:46 |
|       | Jip Vastenburg     | Niederlande            | 19:46 |
|       | Amela Terzić       | Serbien                | 19:49 |
| 4     | Laura Muir         | Vereinigtes Königreich | 19:53 |
| 5     | Viktoria Kushnir   | Belarus                | 20:05 |
| 6     | Sarah Lahti        | Schweden               | 20:06 |
| 7     | Federica Del Buono | Italien                | 20:12 |
| 8     | Emma Oudiou        | Frankreich             | 20:14 |
| 9     | Molly Renfer       | Schweiz                | 20:14 |
| 10    | Madeleine Murray   | Vereinigtes Königreich | 20:15 |

#### Teamwertung
| Platz | Land                                                    | Punkte |
| ----- | ------------------------------------------------------- | ------ |
|       | Vereinigtes Königreich Muir M. Murray Nesbitt R. Murray | 41     |
|       | Frankreich Oudiou Danois Bouchard Jarousseau            | 71     |
|       | Italien Del Buono Santi Martinetti Bertoni              | 82     |

### Junioren

#### Einzelwertung
| Platz | Athlet                    | Land                   | Zeit  |
| ----- | ------------------------- | ---------------------- | ----- |
|       | Yemaneberhan Crippa       | Italien                | 17:39 |
|       | Fabien Palcau             | Frankreich             | 17:45 |
|       | El Mahdi Lahoufi          | Spanien                | 17:46 |
| 4     | Jimmy Gressier            | Frankreich             | 17:48 |
| 5     | Said Ettaqi               | Italien                | 17:49 |
| 6     | Stan Niesten              | Niederlande            | 17:51 |
| 7     | Mohamed-Amine El Bouajaji | Frankreich             | 17:52 |
| 8     | Dieter Kersten            | Belgien                | 17:53 |
| 9     | Alexander Yee             | Vereinigtes Königreich | 17:53 |
| 10    | Pietro Riva               | Italien                | 17:55 |

#### Teamwertung
| Platz | Land                                                      | Punkte |
| ----- | --------------------------------------------------------- | ------ |
|       | Frankreich Palcau Gressier El Bouajaji Hueber-Moosbrugger | 27     |
|       | Italien Crippa Ettaqi Riva Giacobazzi                     | 29     |
|       | Vereinigtes Königreich Yee Olley Dijkstra Mahamed         | 67     |

### Juniorinnen

#### Einzelwertung
| Platz | Athletin                | Land                   | Zeit  |
| ----- | ----------------------- | ---------------------- | ----- |
|       | Konstanze Klosterhalfen | Deutschland            | 13:12 |
|       | Harriet Knowles-Jones   | Vereinigtes Königreich | 13:16 |
|       | Alina Reh               | Deutschland            | 13:20 |
| 4     | Celia Antón             | Spanien                | 13:27 |
| 5     | Bobby Clay              | Vereinigtes Königreich | 13:29 |
| 6     | Sarah Kistner           | Deutschland            | 13:35 |
| 7     | Carolina Johnson        | Schweden               | 13:36 |
| 8     | Anna Emilie Møller      | Dänemark               | 13:37 |
| 9     | Yuliya Moroz            | Ukraine                | 13:40 |
| 10    | Franziska Reng          | Deutschland            | 13:40 |

#### Teamwertung
| Platz | Land                                                  | Punkte |
| ----- | ----------------------------------------------------- | ------ |
|       | Deutschland Klosterhalfen Reh Kistner Reng            | 20     |
|       | Vereinigtes Königreich Knowles-Jones Clay Sinha Smith | 40     |
|       | Dänemark Møller Larsen Pedersen Schulz                | 62     |

## Medaillenspiegel
| 1 | Vereinigtes Königreich | 3 | 4 | 2 | 9 |
| 2 | Spanien                | 2 | 2 | 2 | 6 |
| 3 | Deutschland            | 2 | 0 | 2 | 4 |
| 4 | Frankreich             | 1 | 4 | 1 | 6 |
| 5 | Italien                | 1 | 1 | 1 | 3 |
| 6 | Niederlande            | 1 | 1 | 0 | 2 |
| 7 | Belgien                | 1 | 0 | 0 | 1 |
| 7 | Türkei                 | 1 | 0 | 0 | 1 |
| 9 | Dänemark               | 0 | 0 | 1 | 1 |
| 9 | Irland                 | 0 | 0 | 1 | 1 |
| 9 | Norwegen               | 0 | 0 | 1 | 1 |
| 9 | Serbien                | 0 | 0 | 1 | 1 |